# Angélica Vale
Angélica María Vale Hartman, znana jako Angélica Vale (ur. 11 listopada 1975 w Meksyku) – meksykańska aktorka i piosenkarka. 
Córka meksykańskiej piosenkarki i aktorki Angélici Maríi i wenezuelskiego komika Raúla Vale.

## Wybrana filmografia
- 2001: Przyjaciółki i rywalki jako Wendy Nayeli Pérez (rola drugoplanowa)
- 2017: La Fan jako Vale (główna rola)
- 2018: Jane the Virgin (gościnnie)

## Nagrody

### Premios Bravo
| Rok  | Kategoria               | Telenowela       | Wynik   |
| ---- | ----------------------- | ---------------- | ------- |
| 2007 | Najlepsza protagonistka | La fea más bella | Wygrana |